# Vladař
Der Vladař (deutsch Wladarsch, auch Wladarz) ist ein 693 m hoher Berg in Tschechien. Der Tafelberg befindet sich vier Kilometer südöstlich der Stadt Žlutice im Tepler Hochland.

## Geographie
Das von großen Steinwällen umgebene Gipfelplateau hat die Form eines Zahnes. Auf dem Vladař befindet sich ein stark verlandeter Teich. Der Gipfel ist mit Wiesen und Strauchvegetation und einzelnen Baumgruppen bestanden und wird von einem Netz von Fußwegen durchzogen.
Eine Aussicht ist nur an einzelnen Punkten möglich, da sich an Hängen ein hoher Buchen-Eichen-Mischwald befindet.
Am Nordwesthang befindet sich die Ortschaft Záhořice (Sahor) und am Südhang liegt das Gut Vladořice (Wladarz). Westlich erhebt sich der Nevděk.

## Geschichte
Bereits zur Zeit der keltischen Besiedlung befand sich auf dem Berg eine Burgstätte, siehe: Oppidum Vladař.
Während der Hussitenkriege fand Mitte November 1421 auf dem Berg die Schlacht am Vladař statt, in der das Heer Jan Žižkas sich mit Wagenburgen auf dem Gipfel verschanzte und so den drei Tage lang angreifenden katholischen Truppen aus Pilsen erfolgreich widerstand.

Grundriss des Gipfels auf einer Schautafel
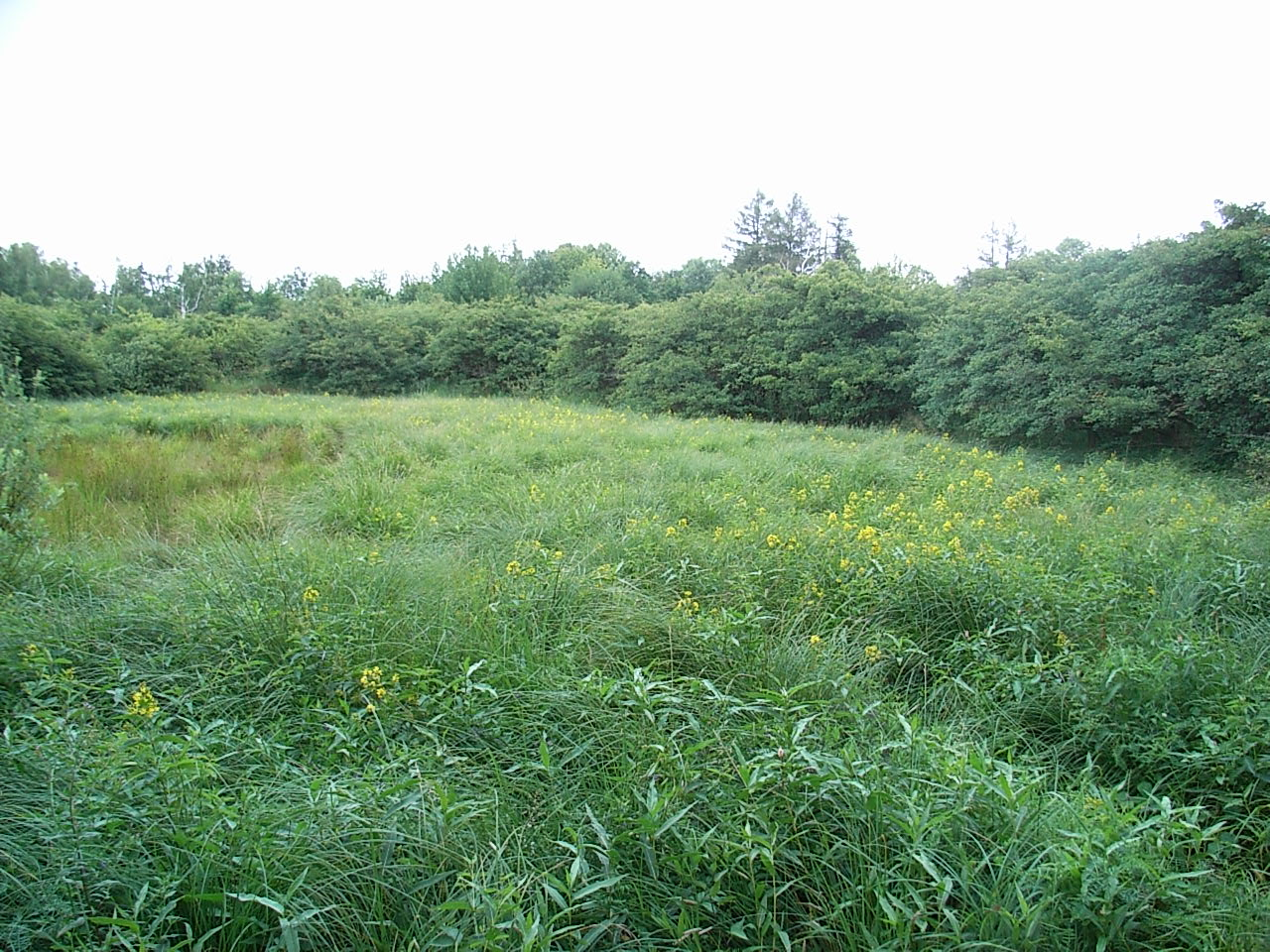
Verlandender Teich auf dem Vladař
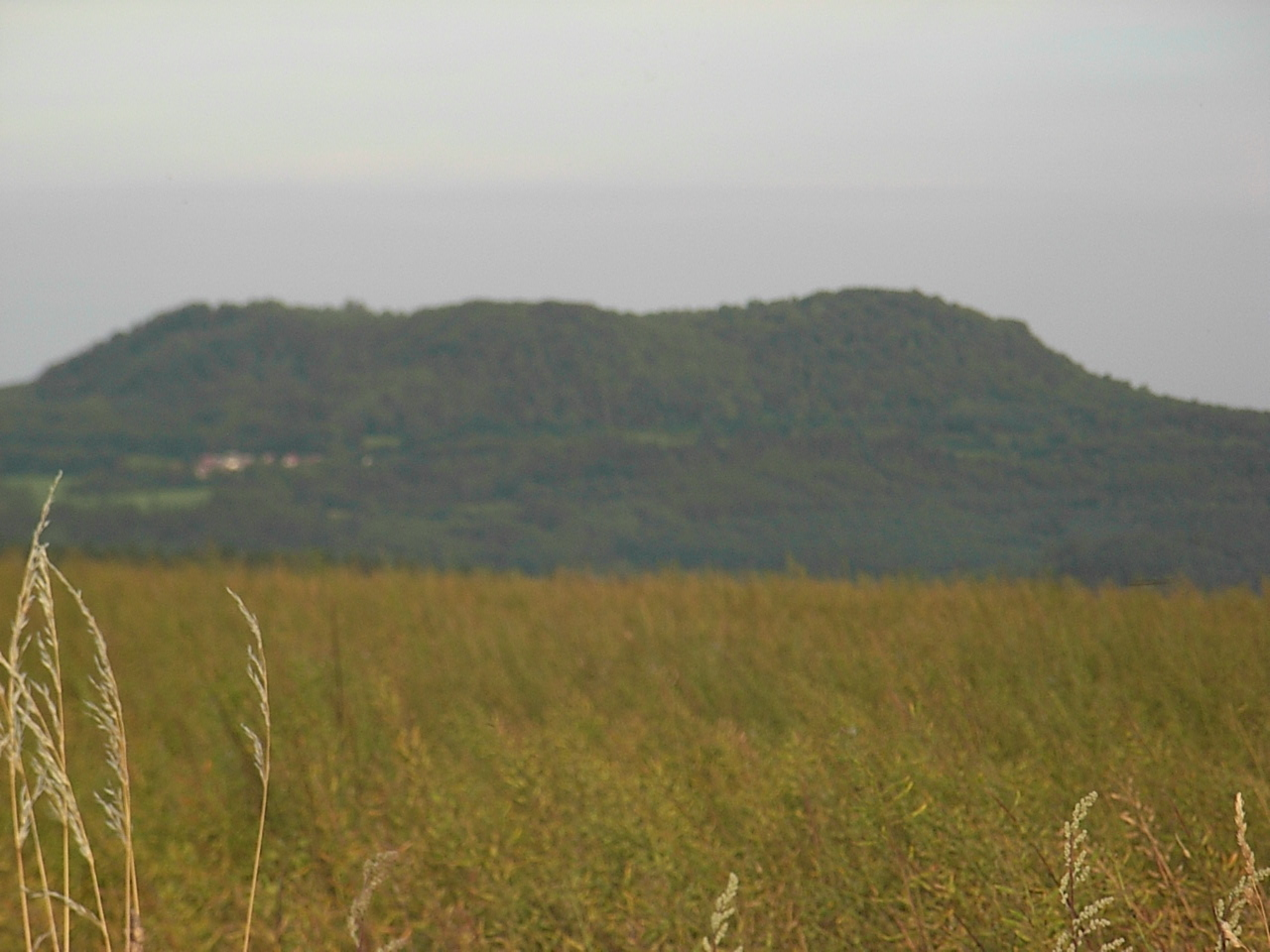
Abendlicher Blick von Verušice über Žlutice auf den Vladař